# Andrej Kasjetjkin
Andrej Grigorevitj Kasjetjkin (russisk: Андрей Григорьевич Кашечкин, tr. Andrej Grigorevitj Kasjetjkin; født 21. marts 1980 i Qyzylorda) er en kasakhisk cykelrytter, der kørte for cykelholdet Astana Team. Han blev i 2006 udelukket fra Tour de France pga. dopinganklager.
Kasjetjkin er født i Qyzylorda, i den tidligere Kazakiske Sovjetiske Socialistiske Republik. Som barn, var han dygtig til sport som svømning og fodbold, indtil han fulgte hans storebros fodspor og begyndte at cykle.
Efter junior Verdensmesterskabet i Valkenburg, tog Kasjetjkin til Belgien, hvor han blev professionel i 2001 med Domo-Farm Frites holdet. I 2003, kom han over på Quick Step-Davitamon, og det efterfølgende år til det franske Crédit Agricole.
Efter to succesfulde sæsoner på holdet, kom Kasjetjkin over på Astana Team, hvor han fik gode resultater igennem hele 2006-sæsonen. I vinteren 2005, blev han gift med sin kæreste Nadja. Ægteparret fik deres første barn sammen den 9. juli 2007, mens Andrej var i gang med en etape af Tour de France 2007.
Kasjetjkin er en meget talentfuld bjergrytter, som han viste ved Tour de France 2005, hvor han kørte fra hans holdkaptajn Christophe Moreau på de store bjergetaper. Han er også en god tempospecialist.
Kasjetjkin var på 8. pladsen sammenlagt efter 15. etape af Tour de France 2007. Hvorefter hans Tour sluttede da hans hold Astana Team udgik fra løbet, efter at holdkaptajnen Alexander Vinokourov var blevet testet positiv for bloddoping.
1. august 2007 efter Tour de France 2007, blev Kasjetjkin testet positiv for bloddoping. Han blev da suspenderet fra Astana Team indtil resultaterne blev B-prøven klar. 31. august blev det bekræftet at også B-prøven var positiv, og han blev fyret af holdet.